# Костёл Святого Антония Падуанского (Витебск)
Костёл Святого Антония Падуанского (бел. Касцёл Святога Антонія Падуанскага) — католический храм с монастырём, был расположен в Витебске на Ратушной площади.

## История
Монастырь основан в 1676 году витебским воеводой Яном Антонием Храпавицким, в 1685 году были построены первые деревянные постройки. Спустя короткое время он сгорел и был перестроен из дерева в 1700 году. Во время пожара 1733 года постройка вновь сгорела. В 1737 году на средства Казимира и Текли (из Ларского) Саковичей началось строительство кирпичного костёла и монастыря. В 1768 году костёл был освящён во имя святого Антония Падуанского.
В 1832 году монастырь бернардинцев был упразднён. В 1843 году костёл стал приходским и действовал до 1920-х годов. Опустевшее здание монастыря в 1855 году перешло в ведение государственных учреждений. 4 июля 1922 года настоятель костёла был арестован советской властью за сопротивление конфискации ценностей, после чего храм был закрыт. 30 июня 1940 года
в здании бывшего костёла был открыт антирелигиозный музей. Здесь среди прочих экспонатов выставлялись мощи Евфросинии Полоцкой.
Здание было повреждено во время Второй мировой войны. Окончательно снесено весной 1961 года.
В конце 2017 года Министерство культуры Республики Беларусь одобрило проект предложения по реставрации костёла. Архитекторы Евгений Калбович и Игорь Ратко (научный руководитель проекта) выполнили предпроектные работы и установили точное местонахождение старого фундамента храма, раскопав его фрагменты. Костёл предлагается отреставрировать, перенеся его на несколько метров от первоначального места, учитывая сложившуюся ситуацию и загруженность улицы Ленина — одну из главных магистралей города. Белорусское добровольное общество охраны памятников истории и культуры выступило против предложения. По словам председателя правления компании Антона Остаповича, перенос памятника с его историческое место недопустим, так как это будет «псевдообновление», что «нарушает международные процедуры и принципы, изложенные в национальных правовых актах и технических документах».

## Архитектура

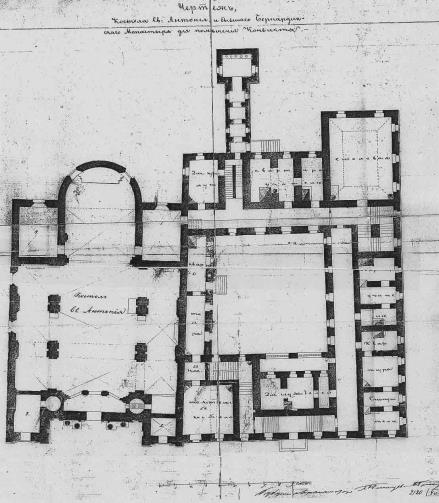
План здания, сделанный в 1868 году

Трёхнефное здание имело всего четыре внутренних опоры, благодаря чему его внешний контур в плане близок к квадрату (без ризниц по обе стороны от главного алтаря). В отличие от большинства церквей Белоруссии, внешний фасад этой церкви имеет расширяющиеся в ширину очертания. Возможно, это растяжение было вызвано большой протяжённостью самой Ратушной площади, которая требовала горизонтально вытянутого фасада.
Фасад имел трёхчастное деление: две башни и широкую полосу между ними, соответствующую среднему нефу. Каждая часть стилистически близка господствовавшему в то время вильнюсскому барокко, для которого характерны тонкие, вытянутые по вертикали ажурные силуэты. Бернардинский костёл своим вытянутым общим контуром гармонировала с длинной горизонтальной массой монастыря.

## Интерьер
Полукруглая апсида в интерьере была заполнена мощным двухъярусным алтарём в стиле Барокко, освещённым двумя высокими боковыми арочными оконными проёмами. Первый ярус алтаря решен коринфской колоннадой с точечным профилированным антаблементом, второй — прямоугольным щитом с лепным панно «Глория» и боковыми деньгами с фигурами ангелов. Точно так же, но в меньшем масштабе решались закулисные алтари. Пол был выложен плиткой. Среди церковной утвари выделялась икона-полотно «Св. Иосафат» в фигурной резной раме в стиле Рококо.